# 품종보호권
품종보호권은 새로운 식물 재배품종을 만들면 등록하여 가지는 권리다. 식물 품종 권리(plant variety rights, PVR)로도 알려져 있다. 육종가에게 번식 물질(종자, 삽목, 분열, 조직 배양 포함)에 대한 배타적 통제권을 부여하는 새로운 품종의 식물 육종가에게 부여된 권리이다.
이러한 권리를 통해 육종가는 해당 품종의 독점적인 마케팅 담당자가 되거나 다른 사람에게 해당 품종을 라이선스하도록 선택할 수 있다. 이러한 배타적 권리를 얻으려면 품종이 새롭고 독특하며 균일하고 안정적이어야 한다.

## 같이 보기
- 식물육종
- 생물 다양성
- 생물 다양성 협약
- 세계 지식 재산권 기구